# Sony Classical Records
Sony Classical Records ou Sony Classical é uma gravadora norte-americana fundada em 1927 como Columbia Masterworks Records, uma subsidiária da Columbia Records. Em 1948, ela publicou o primeiro disco. Nas décadas seguintes, os seus artistas eram Isaac Stern, Pablo Casals, Vladimir Horowitz, Eugene Ormandy, Vangelis, Elliot Goldenthal e Leonard Bernstein.